# Девети кръстоносен поход
Деветият кръстоносен поход е военна експедиция, провокирана от френския крал Луи Девети, който не успява да завладее Тунис по време на Осмия кръстоносен поход. По-късно успява да убеди сина на английския крал Хенри III – Едуард да отплава към Акра, което става известно като Девети кръстоносен поход.
Бъдещият крал на Англия Едуард Първи предприема Деветия кръстоносен поход през 1271 г., след като участва в Осмия на Луи IX. Той включва няколко впечатляващи победи за Едуард над Байбарс, мамелюкският султан на Египет, един от командирите на египетските сили, нанесли поражение на Седмия кръстоносен поход на Луи IX.
Постигнал съвсем малко в Сирия и се оттеглил на следващата година след сключване на примирие. Все пак кръстоностците не били така ентусиазирани, както при първите походи, а и християнската армия не можела да се мери по многочисленост с тази на мюсюлманите.
С падането на Антиохия (1268), Триполи (1289) и Акра (1291) последните следи от християнската окупация на Сирия изчезват.
Царуването на Бейбарс бележи начало на господството на мамелюците в Източното Средиземноморие и затвърждава трайността на тяхната военна система.